# 細川親朝
細川 親朝（ほそかわ ちかとも）は江戸時代の武将。和泉上守護・細川元常の末裔。

## 概要
寛文13年（1673年）6月20日に 後水尾院に仕えた。早逝したため跡は弟の元儀が継いだ。